# Greg Hardy
Pour les personnes ayant le même patronyme, voir Hardy.
(en) Statistiques sur pro-football-reference
Greg Hardy, né le 28 juillet 1988 à Millington, est un joueur américain de football américain et un combattant d'arts martiaux mixtes. Il évolue dans la catégorie des poids lourds du UFC.

## Biographie

### Enfance
Greg Hardy joue au football dès le lycée avec Michael Oher. Rivals.com le classe comme un joueur trois étoiles et un futur joueur professionnel.

### Carrière de football américain

#### Carrière universitaire
Greg Hardy entre à l'université du Mississippi, jouant avec l'équipe de football des Rebels d'Ole Miss. Après trois saisons seulement, il est annoncé comme un favori pour la draft de la NFL de 2009 mais il renonce et réalise sa dernière année universitaire. Il se blesse durant la pré-saison 2009 mais revient juste avant le début de la saison 2009.

#### Carrière professionnelle
Inscrit à la draft, Hardy est classé comme un favori de celle-ci selon le magazine Sports Illustrated. Il est sélectionné au sixième tour par les Panthers de la Caroline au 175e choix. Il signe son contrat le 17 juin 2010.
La première saison d'Hardy est bonne, il entre en cours de quinze matchs et provoque deux fumbles, tacle à vingt reprises et effectue un safety, marquant ses premiers points à la NFL. En 2011, il devient titulaire au poste de defensive end et se fait remarquer notamment par ses onze sacks durant la saison régulière 2012. Le 9 novembre 2012, il est condamné à 15 750 dollars d'amende par la NFL pour un plaquage abusif sur Robert Griffin III face aux Redskins de Washington.
Il signe aux Cowboys de Dallas en 2015.

## Palmarès en arts martiaux mixtes
| 13 combats           | 7 victoires | 5 défaites |
| Par KO               | 6           | 3          |
| Par soumission       | 0           | 0          |
| Sur décision         | 1           | 1          |
| Par disqualification | 0           | 1          |
| Sans décision        | 1           | 1          |

| Résultat      | Record  | Adversaire       | Méthode                    | Événement                                   | Date              | Round | Temps | Lieu                                 | Notes |
| ------------- | ------- | ---------------- | -------------------------- | ------------------------------------------- | ----------------- | ----- | ----- | ------------------------------------ | --- |
| Défaite       | 5-2 (1) | Alexander Volkov | Décision Unanime           | UFC Fight Night: Magomedsharipov vs. Kattar | 9 novembre 2019   | 3     | 5:00  | Moscou, Russie                       | |
| Sans décision | 5-1 (1) | Ben Sosoli       | Sans décision              | UFC on ESPN: Reyes vs. Weidman              | 18 octobre 2019   | 3     | 5:00  | Boston, Massachusetts, United States | Victoire de Greg hardy par décision unanime à l'origine; modifié en sans décision à la suite de l'utilisation d'un inhalateur entre le round 2 et 3. |
| Victoire      | 5-1     | Juan Adams       | TKO (coups de poing)       | UFC on ESPN: dos Anjos vs. Edwards          | 20 juin 2019      | 1     | 0:45  | San Antonio, Texas, United States    | |
| Victoire      | 4-1     | Dmitry Smolyakov | TKO (coups de poing)       | UFC Fight Night: Jacaré vs. Hermansson      | 27 avril 2019     | 1     | 2:15  | Sunrise, Florida, United States      | |
| Défaite       | 3-1     | Allen Crowder    | DQ (coup de genou illegal) | UFC Fight Night: Cejudo vs. Dillashaw       | 19 janvier 2019   | 2     | 2:28  | Brooklyn, New York, United States    | |
| Victoire      | 3-0     | Rasheems Jones   | KO (coups de poing)        | Xtreme Fight Night 352                      | 29 septembre 2018 | 1     | 0:53  | Tulsa, Oklahoma, United States       | |
| Victoire      | 2-0     | Tebaris Gordon   | TKO (coups de poing)       | Dana White's Contender Series 16            | 7 août 2018       | 1     | 0:17  | Las Vegas, Nevada, United States     | |
| Victoire      | 1-0     | Austin Lane      | KO (coups de poing)        | Dana White's Contender Series 9             | 12 juin 2018      | 1     | 0:57  | Las Vegas, Nevada, United States     | |